# Salome Maswime
Salome Maswime  là một bác sĩ lâm sàng và chuyên gia y tế ở Nam Phi. Chuyên về sản phụ khoa tại Bệnh viện Chris Hani Baragwanath và Giám đốc Phòng nghiên cứu lâm sàng sản phụ khoa
Đại học Witwatersrand.

## Cuộc sống và giáo dục
Maswime đến từ Limpopo. Maswime tốt nghiệp y khoa tại Đại học KwaZulu-Natal năm 2005. Trong thời gian thực tập, Maswime đã chứng kiến hai cái chết ở Greytown, KwaZulu-Natal. Được sự hỗ trợ của Tổng công ty Carnegie, New York và Hội đồng Nghiên cứu Y khoa Nam Phi, bà học lên Tiến sĩ, với đề tài cải thiện chất lượng cuộc sống của bà mẹ và trẻ sơ sinh. Bà đã hoàn thành chương trình thạc sĩ và tiến sĩ tại trường đại học Witwatersrand, nghiên cứu giảm biến chứng từ xuất huyết trong mổ lấy thai ở Gauteng.

## Sự nghiệp
Maswime là thành viên điều hành của Nhóm nghiên cứu Tiền Phẩu Nam Phi. Bà cũng là thành viên Mạng lưới Hệ thống Khảo sát Sản khoa Quốc tế. Bà là giảng viên tại Đại học Witwatersrand và là một bác sĩ sản khoa tại Bệnh viện hàn lâm Chris Hani Baragwanath. Bà làm việc với phụ nữ mang thai nguy cơ cao. Bà nghiên cứu những bà mẹ suýt chết và tử vong. Cho thấy tử vong mẹ do chảy máu trong mổ lấy thai đang gia tăng ở Nam Phi. Bà tiến hành đối chiếu sự ứng phó với các biến chứng phẫu thuật trong mổ lấy thai ở các bệnh viện của miền nam Gauteng.
Năm 2017, bà được vinh danh là một trong 200 người Nam Phi xuất sắc của tờ Mail Và Guardian  Maswime thống kê châu Phi có khoảng 200.000 ca tử vong mẹ mỗi năm; chiếm hai phần ba tổng số ca tử vong mẹ trên toàn thế giới. Báo cáo sự tăng số lượng mổ lấy thai ở châu Phi được đăng trên The Conversation (website). Bà đã giành giải Trailblazer và Young Achiever từ Tổng thống cộng Hòa Nam Phi Jacob Zuma năm 2017.
Vào năm 2018, bà đề xuất thành lập Hiệp hội các nhà khoa học lâm sàng Nam Phi
. Bà được trao tặng học bổng Discovery Foundation Massachusetts General Hospital cùng năm. Cho phép bà nghiên cứu nguyên nhân thai chết ở những người nhiễm HIV. Học bổng trị giá R2.1 triệu.